# Emlyn Hughes Arcade Quiz
Emlyn Hughes Arcade Quiz is een computerspel dat werd uitgegeven door Audiogenic Software. Het spel in 1990 uit voor de Atari ST Commodore 64 en de ZX Spectrum. Een jaar later kwam het uit voor de Amstrad CPC. 
Het spel is een combinatie van een doolhof- en quizspel. Het spel scrolt van rechts naar links en de speler moet zich tijdens het scrollen door een doolhof loodsen. Als de speler de 'Lose'-kant raakt is deze af. Onderweg komt hij verschillende zaken tegen die hem zullen helpen of afremmen. Zo komt men geld tegen. Ook is er een blok die de speler voor een bepaalde tijd vasthoudt, een blok die speler in een random richting op stuurt en een vraagblok die bij een fout antwoord tijd kost. Als de speler bij de 'Win'-kant komt moet deze een aantal vragen beantwoorden afhankelijk van hoeveel geld er onderweg is verzameld. Hierna heeft de speler de mogelijkheid het geld te verzilveren of een ronde hoger te proberen hetgeen entreegeld kost. Naast het speelveld ziet de speler ook het geld en bonussen die hij tot dan toe heeft verzameld.
Een ander spel in deze serie is Emlyn Hughes International Soccer.

## Platforms
| Jaar | Platform                            |
| ---- | ----------------------------------- |
| 1990 | Atari ST, Commodore 64, ZX Spectrum |
| 1991 | Amstrad CPC                         |

## Ontvangst
- Zzap!64: 90%
- Sinclair User: 90%
- The Games Machine (C64): 88%
- The Games Machine (ZX Spectrum): 85%
- Commodore User: 84%
- CRASH: 70%
- Your Sinclair: 50%
- Amiga Format: 38%